# Brevas Negras
Brevas Negras es un cultivar de higuera de tipo higo común Ficus carica, bífera (con dos cosechas por temporada, las brevas de primavera-verano, y los higos de verano-otoño), de higos de epidermis con color de fondo violeta-negro con sobre color púrpura rojizo en mancha irregular alrededor del ostiolo, y amarillo verdoso en el cuello y pedúnculo, lenticelas presentes abundantes visibles a simple vista de color blanco grisáceo. Se cultiva principalmente  en Galicia donde es muy popular por su dulzor, y por ser extraordinariamente productivo,  extendido en huertos y jardines privados.

## Sinonimia
- „Galicia Negra“ en Estados Unidos,[5][6][7][8]

## Historia
Nuestra higuera Ficus carica, procede de Oriente Medio y sus frutos formaron parte de la dieta de nuestros más lejanos antepasados. Se cree que fueron fenicios y griegos los que difundieron su cultivo por toda la cuenca del mar Mediterráneo. Es un árbol muy resistente a la sequía, muy poco exigente en suelos y en labores en general.
Los higos secos son muy apreciados desde antiguo por sus propiedades energéticas, además de ser muy agradables al paladar por su sabor dulce y por su alto contenido en fibra; son muy digestivos al ser ricos en cradina, sustancia que resulta ser un excelente tónico para personas que realizan esfuerzos físicos e intelectuales.
España se ha consolidado en los últimos años como el mayor productor de higos de la Unión Europea y el noveno a nivel mundial, según los datos de "FAOSTAT" (Estadísticas de la FAO) del 2012 que recoge un reciente estudio elaborado por investigadores del « “Centro de Investigación Finca La Orden- Valdesequera” ».
Las higueras, se encuentran presentes en muchos países del mundo, y en Galicia también, con diversas variedades autóctonas.

## Características
La higuera 'Brevas Negras' es una variedad bífera de tipo higo común. Árbol de mediano desarrollo, follaje denso, hojas trilobuladas (3 lóbulos) tienen un lóbulo central ancho, con pequeños lóbulos laterales, tiene un grado de profundidad del lóbulo marcado; la forma de la base de la hoja es calcariforme, menos de 5 lóbulos, algunas de 7 lóbulos. 'Brevas Negras' es de producción media-baja de brevas, y muy productiva de higos.
Los frutos de la variedad 'Brevas Negras' son brevas e higos oblongos en forma de peonza; en las brevas de tamaño grande de 44 gr de promedio, los higos de tamaño mediano de unos 29 gramos en promedio; de epidermis elástica color de fondo violeta-negro con sobre color púrpura rojizo en mancha irregular alrededor del ostiolo, y amarillo verdoso en el cuello y pedúnculo, lenticelas presentes abundantes visibles a simple vista de color blanco grisáceo, grietas longitudinales escasas y medianas; ostiolo mediano a grande con abundantes escamas ostiolares semi adheridas de color rosado, que pasan a marrón cuando maduran; Cuello del higo cilíndrico de unos 4 a 5 mm con distinto color que el resto del higo de un color amarillo verdoso, continua con un pedúnculo del mismo color verde pedunculares, presentando escamas pedunculares pequeñas de color verde con ribete marrón oscuro. Con un ºBrix (grado de azúcar) de 23 de sabor dulce, con firmeza media y resistente, con cavidad interna pequeña o ausente, con la carne-receptáculo sin coloración, con color de la pulpa rosado en las brevas y de color rojo más intenso en los higos, con numerosos aquenios, medianos. De una calidad buena en su valoración organoléptica, son de un inicio de maduración desde mediados de junio a mediados de julio en las brevas, y desde primeros de septiembre hasta finales de octubre en los higos, extraordinariamente productivo, siendo el periodo de máxima producción a finales de septiembre, los higos se desprenden fácilmente.

## Cultivo y usos
'Brevas Negras', es una variedad de higo que además de su uso en alimentación humana en fresco, se utilizan en mermeladas, y tartas. También se ha cultivado en Galicia tradicionalmente para alimentación del ganado porcino.